# Tinda
Tinda (Praecitrullus fistulosus, Syn: Benincasa fistulosa) ist eine Pflanzenart aus der Familie der Kürbisgewächse (Cucurbitaceae), deren Früchte in Asien als Gemüse verwendet werden. Sie ist die einzige Art der Gattung Praecitrullus. Der Name wurde aus der nord- und zentralindischen Sprache Hindi entlehnt (Hindi टिंडा IAST ṭiṃḍā).

## Beschreibung
Tinda ist eine einjährige, kletternde Pflanze. Die Sprossachsen sind relativ stark, die Behaarung ist zottig. Die Ranken sind schlank und zwei- bis vierteilig. 
Die wechselständigen, einfachen und gestielten Blätter sind fiederlappig bis -teilig mit ganzen bis gelappten oder geteilten Abschnitten seltener gelappt bis selten ganz. Die bis 6 Zentimeter langen Blattstiele sind rauhaarig. Die herz- bis pfeilförmige, im Umriss eiförmige Blattspreite ist bis 15 Zentimeter groß und zerstreut rauhaarig, sowie an den Hauptnerven und den kleinen Nerven der Unterseite dicht rauhaarig. Die Blattränder sind gezähnt bis selten ganz. Die Nebenblätter fehlen. Die Probrakteen sind spatelförmig und rund 0,8 cm lang.
Die Pflanzen sind einhäusig monözisch. Die einzeln, achselständig stehenden, fünfzähligen, kurz gestielten Blüten sind relativ klein und gelb mit doppelter Blütenhülle. Der behaarte Blütenbecher ist tellerförmig. Die Kelchzipfel sind behaart, dreieckig und rund 5–8 Millimeter lang. Die außen behaarte, radförmige, kurz verwachsene Krone ist ausgebreitet mit verkehrt-eiförmigen Lappen. Die männlichen Blüten sind nur kurz gestielt, die weiblichen länger. Von den drei kurzen, freien Staubblättern besitzen zwei zweithekige Antheren, eines hat nur eine einthekige. Die weiblichen Blüten besitzen einen unterständigen, weichhaarigen Fruchtknoten mit kurzem, dickem Griffel und drei gewundenen Narben sowie drei Staminodien. Die Pollenkörner sind gestachelt (baculate). 
Die grünlichen und glatten vielsamigen Früchte, Beeren (Panzerbeere), sind fast kugelig oder etwas zusammengedrückt rundlich und haben einen Durchmesser von rund 6–12 Zentimeter. Die glatten, schwarzen Samen sind abgeflacht und eiförmig sowie rund 8 Millimeter lang. Die Samenschale ist dreischichtig. 
Die Chromosomenzahl beträgt 2n = 24.

## Systematik
Die Art wurde früher in die Gattung Citrullus gestellt, unterscheidet sich jedoch in der Chromosomenanzahl und anderen Merkmalen deutlich von ihr, und lässt sich auch nicht mit ihr kreuzen. Sie wird jetzt als eigene Gattung innerhalb der Tribus Benincaseae geführt und ist das Schwestertaxon des Wachskürbis (Benincasa hispida).

## Verbreitung und Verwendung
Tinda ist in Indien und Pakistan heimisch und wird in diesen Ländern angebaut, wo die reifen Früchte ein beliebtes Gemüse darstellen. Die Ernte erfolgt, bevor die Samenschalen aushärten. Die Früchte werden nach Entfernen der Samen gekocht, oft zusammen mit Linsen. Sie werden auch eingelegt. Die Samen werden geröstet gegessen. Es werden zwei Formen unterschieden: die eine mit hellgrünen Früchten, die generell bevorzugt wird, und die andere mit dunkelgrünen Früchten.